# Phinaea
Phinaea é um género botânico pertencente à família Gesneriaceae.

## Espécies
| - Phinaea albiflora - Phinaea albo - Phinaea caripensis - Phinaea divaricata - Phinaea ecuadorana - Phinaea lacerata | - Phinaea macrophylla - Phinaea multiflora - Phinaea parviflora - Phinaea pulchella - Phinaea repens - Phinaea rubida |